# Satyrus molykreia
Satyrus molykreia är en fjärilsart som beskrevs av Hans Fruhstorfer 1909. Satyrus molykreia ingår i släktet Satyrus och familjen praktfjärilar. Inga underarter finns listade.